# Chitoria
Chitoria là một chi thuộc phân họ Apaturinae trong Họ Bướm giáp. Chi này có loài sinh sống ở Đông Nam Á.

## Các loài
Xếp theo bảng chữ cái.
- Chitoria chrysolora (Fruhstorfer, 1908)
- Chitoria cooperi (Tytler, 1926)
- Chitoria fasciola (Leech, 1890)
- Chitoria sordida (Moore, [1866])
- Chitoria subcaerulea (Leech, 1891)
- Chitoria ulupi (Doherty, 1889)
- Chitoria vietnamica Nguyen, 1979

## Hình ảnh

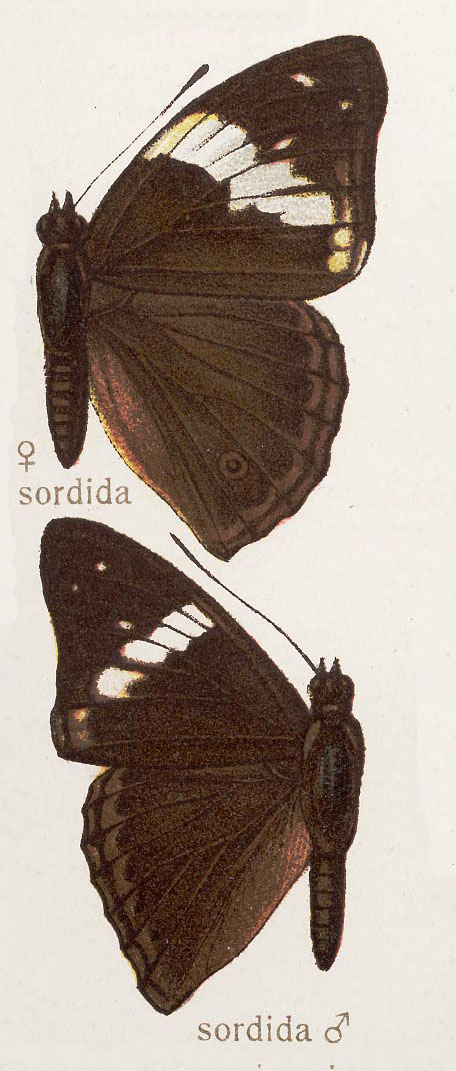
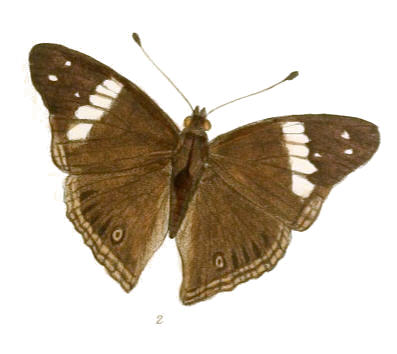